# Вишневе (Солонянська селищна громада)
Вишневе (до 2016 — Радянське) — село в Україні, у Солонянській селищній територіальній громаді Дніпровського району Дніпропетровської області. Населення станом на 2021 рік — 39 мешканців.

## Географія
Село Вишневе розташоване за 2 км від річок Суха Сура і Тритузна, на відстані 2 км від сіл Тритузне і Широке. По селу протікає висихна Балка Дідова із загатою.

## Історія
До радянсько-німецької війни село входило до Сергіївської сільської ради. На території діяв колгосп «Вишневий». У 1937—1941 році головою колгоспу був Поплавський Олександр Андрійович.

## Населення

### Мова
Розподіл населення за рідною мовою за даними перепису 2001 року:
| Мова                | Відсоток |
| ------------------- | -------- |
| українська          | 94,7 %   |
| російська           | 3,9 %    |
| інші/не визначилися | 1,4 %    |

## Інтернет-посилання
- Погода в селі Вишневому [Архівовано 7 червня 2016 у Wayback Machine.]